# Tomáš Kalojíros
Tomáš Kalojíros, né le 3 août 1994 à Hněvčeves, est un coureur cycliste tchèque.

## Biographie
En été 2019, il termine deuxième du championnat de République tchèque sur route, devant Petr Vakoč mais battu au sprint par František Sisr. Une semaine plus tard, il se classe sixième de la Course de Solidarność et des champions olympiques en Pologne.

## Palmarès et résultats

### Palmarès par année
- 2015
  - 4e étape du Tour de Vysočina
- 2016
  - Tour de Brdy
- 2017
  - Tour de Brdy
- 2018
  - Tour de Brdy
- 2019
  - 2e du championnat de République tchèque sur route

### Classements mondiaux
| Année                                 | 2014 | 2015 | 2016 | 2017  | 2018  | 2019 | 2020 | 2021  | 2022 | 2023  | 2024  |
| ------------------------------------- | ---- | ---- | ---- | ----- | ----- | ---- | ---- | ----- | ---- | ----- | ----- |
| Classement mondial                    |      |      | nc   | 1673e | 2852e | 853e | nc   | 1305e | nc   | 2249e | 3042e |
| UCI Europe Tour                       | 597e | nc   | nc   | 1070e | 1911e | 619e | nc   | 939e  | nc   | nc    | nc    |
|                                       |      |      |      |       |       |      |      |       |      |       |       |
| Légende : nc = non classéSource : UCI |      |      |      |       |       |      |      |       |      |       |       |